# Damian Muskus
Damian Andrzej Muskus (ur. 6 września 1967 w Nowej Sarzynie) – polski duchowny rzymskokatolicki, franciszkanin, doktor nauk teologicznych, rektor Wyższego Seminarium Duchownego oo. Bernardynów w Kalwarii Zebrzydowskiej w latach 2002–2005, biskup pomocniczy krakowski od 2011.

## Życiorys
Urodził się 6 września 1967 w Nowej Sarzynie, dzieciństwo spędził w Leżajsku. W 1986 ukończył Zespół Szkół Licealnych im. Bolesława Chrobrego w Leżajsku i wstąpił do Zakonu Braci Mniejszych (prowincji bernardynów). Po rocznym nowicjacie w klasztorze w Leżajsku przy sanktuarium Matki Bożej Pocieszenia 9 września 1987 złożył pierwsze śluby zakonne. Śluby wieczyste złożył 4 października 1991. W latach 1987–1993 odbył studia filozoficzno-teologiczne, przez pierwsze dwa lata w Wyższym Seminarium Duchownym oo. Bernardynów w Krakowie, a przez kolejne cztery w Kalwarii Zebrzydowskiej. Na prezbitera został wyświęcony 12 czerwca 1993 w bazylice Matki Bożej Anielskiej w Kalwarii Zebrzydowskiej przez arcybiskupa metropolitę lwowskiego Mariana Jaworskiego. W latach 1994–1998 kontynuował studia z zakresu katechetyki na Wydziale Teologii Katolickiego Uniwersytetu Lubelskiego, gdzie na podstawie dysertacji Szkoła środowiskiem katechetycznym. Katechetyczne studium interdyscyplinarne uzyskał doktorat z nauk teologicznych.
W pierwszym roku po święceniach kapłańskich pracował jako katecheta w Kalwarii Zebrzydowskiej. W Wyższym Seminarium Duchownym oo. Bernardynów w Kalwarii Zebrzydowskiej był w latach 1998–2002 wicemagistrem braci kleryków, a w latach 2002–2005 piastował urząd rektora. Od 2002 do 2005 pełnił funkcję gwardiana klasztoru św. Franciszka w Kalwarii Zebrzydowskiej, następnie od 2005 do 2011 był gwardianem klasztoru Matki Bożej Anielskiej i kustoszem sanktuarium pasyjno-maryjnego w Kalwarii Zebrzydowskiej.
16 lipca 2011 papież Benedykt XVI mianował go biskupem pomocniczym archidiecezji krakowskiej ze stolicą biskupią Amaia. Święcenia biskupie otrzymał wraz z Grzegorzem Rysiem 28 września 2011 w katedrze na Wawelu. Konsekratorem był kardynał Stanisław Dziwisz, arcybiskup metropolita krakowski, a współkonsekratorami kardynałowie Franciszek Macharski, arcybiskup senior krakowski, i Stanisław Ryłko, przewodniczący Papieskiej Rady ds. Świeckich. Jako zawołanie biskupie przyjął słowa „Ecce Mater tua” (Oto Matka twoja). Pełnił funkcję koordynatora generalnego komitetu organizacyjnego Światowych Dni Młodzieży 2016 w Krakowie, będąc odpowiedzialnym za ich przygotowanie i przebieg.
W Konferencji Episkopatu Polski objął stanowisko delegata ds. Wspólnot dla Intronizacji Najświętszego Serca Pana Jezusa, wszedł w skład Komisji ds. Instytutów Życia Konsekrowanego i Stowarzyszeń Życia Apostolskiego, Zespołu ds. Ruchów Intronizacyjnych i Rady ds. Duszpasterstwa Młodzieży, a także został zastępcą przewodniczącego Komitetu Organizacyjnego ds. Wizyty Ojca Świętego w Polsce w 2016 roku.
W 2024 został laureatem Medalu Świętego Brata Alberta.